# Israel Englander
Israel Alexander Englander, detto Izzy (New York City, 1948), è un imprenditore statunitense, miliardario, co-fondatore nel 1989 e gestore dell'hedge fund Millennium Management. Il fondo è stato avviato con 35 milioni di dollari e nel 2024 aveva un patrimonio in gestione di 61,1 miliardi di dollari..
Secondo Forbes nel febbraio 2024 era tra i primi 160 più ricchi del mondo con un patrimonio stimato in 11,8 miliardi di dollari.

## Biografia
Israel "Izzy" Englander è nato nel 1948 ed è cresciuto in una famiglia ebreo-polacca nel quartiere di Crown Heights a Brooklyn. È cresciuto in una casa religiosa e ha frequentato la yeshivah.
L'intera famiglia di suo padre fu uccisa nell'Olocausto. I suoi genitori polacchi furono deportati in un campo di lavoro sovietico dopo la guerra, dove nacquero le due sorelle maggiori di Englander. Poi emigrarono negli Stati Uniti nel 1947.
Da sempre interessato al mercato azionario, Englander iniziò a fare trading di azioni mentre era al liceo. Durante il college, fece uno stage presso Oppenheimer & Co. (dove il suo futuro cognato, Jack Nash, sarebbe poi diventato presidente) e alla Borsa di New York. Nel 1970 si laureò in finanza alla New York University. Il suo primo lavoro a tempo pieno fu presso la società di Wall Street Kaufmann, Alsberg & Co. Successivamente si iscrisse al programma serale MBA della New York University, ma non completò mai gli studi.

## Carriera
Presso Kaufmann Alsberg, Englander si è concentrato sulla negoziazione di titoli convertibili e opzioni. Quando la Borsa americana iniziò a quotare le opzioni, acquistò un posto in borsa. Nel 1977, ha fondato una società di brokeraggio, IA Englander & Co.
Nel 1985, Englander e il suo socio John Mulheren Jr., fondarono una società di investimento chiamata Jamie Securities Co. con un investimento di 75 milioni di dollari da parte della famiglia canadese Belzberg. Mulheren aveva precedentemente lavorato come trader per Ivan Boesky. Nel febbraio 1988, quando Boesky fu successivamente condannato per insider trading e accettò di testimoniare contro Mulheren in un patteggiamento per ricevere una pena minore, Mulheren fu arrestato per aver portato con sé un fucile carico e condannato per aver orchestrato operazioni di compravendita illegali di azioni per Boesky, ma la sentenza è stata successivamente annullata. Sebbene Englander non sia mai stato coinvolto in alcun modo nella vicenda, Jamie Securities fu sciolta nel 1988 a causa della pubblicità negativa conseguente alla situazione di Mulheren.

### Millennium Management
Nel 1989, Englander fondò la Millennium Management con Ronald Shear, che conosceva dai tempi della Borsa americana, con 35 milioni di dollari in denaro iniziale (inclusi 5 milioni di dollari dallo stesso Englander e altri 2 milioni di dollari dalla famiglia Belzberg). La società ebbe un inizio difficile e Shear se ne andò nel 1990.  Da allora, Englander ha trasformato Millennium in un'impresa da 39,2 miliardi di dollari (in gestione) utilizzando strategie di investimento come l'arbitraggio statistico (analisi quantitativa); accoppiamento fondamentale lungo-corto; arbitraggio di fusioni (approfittando delle differenze di prezzo tra il prezzo delle azioni di una società target di buy-out e il prezzo dell'offerta) e arbitraggio convertibile (approfittando delle differenze di prezzo tra il prezzo delle azioni di una società e il prezzo delle obbligazioni convertibili o dei warrant azionari).  In qualsiasi momento, Millennium detiene migliaia di posizioni di investimento ed effettua oltre 2 milioni di operazioni in un giorno medio. Alla fine del 2019, Millennium contava 2.900 dipendenti in più di 12 uffici negli Stati Uniti, in Europa e in Asia.

## Vita privata
Englander è sposato con Caryl (nata Schechter) Englander. Hanno tre figli. Nel 2014, ha acquistato un appartamento duplex a Park Avenue a New York per 71,3 milioni di dollari, un prezzo record per una cooperativa di Manhattan. Possiede anche una casa ad Atlantic Beach, New York.
Nel 2022, ha acquistato un appartamento da 20 milioni di euro a Parigi, precedentemente di proprietà della famiglia Bettencourt, famiglia fondatrice di L'Oréal. Nell'ottobre 2023 ha acquisito sulla Costa Azzurra la villa di Paul Allen.

## Filantropia
Nel 2006, la Englander Foundation, guidata da Englander e sua moglie, ha donato 20 milioni di dollari a organizzazioni e scuole prevalentemente ebraiche. Englander fa parte del consiglio del Weill Cornell Medical College e del Metropolitan Council on Jewish Poverty.